# Olof Erikson
För andra betydelser, se Olof Eriksson.
Olof Gustaf Erikson (i riksdagen kallad Erikson i Övra Odensvi), född 21 september 1844 i Kumla, död 22 juni 1929 i Viby, var en svensk lantbrukare och politiker (liberal). 
Olof Erikson, som kom från en bondesläkt, var lantbrukare i Övra Odensvi i Viby, där han också var ledande kommunalman. 
Han var riksdagsledamot i andra kammaren 1894–1896 samt 1903–1911 för Edsbergs, Grimstens och Hardemo häraders valkrets. I riksdagen anslöt han sig 1894 till det frihandelsvänliga Gamla lantmannapartiet, som 1895 gick upp i det återförenade Lantmannapartiet, men 1896 betecknade han sig som vilde. Vid återkomsten till riksdagen 1903 anslöt han sig till Frisinnade landsföreningens riksdagsgrupp Liberala samlingspartiet. Han var bland annat suppleant i konstitutionsutskottet 1906–1909 och engagerade sig bland annat för en skärpt alkohollagstiftning.

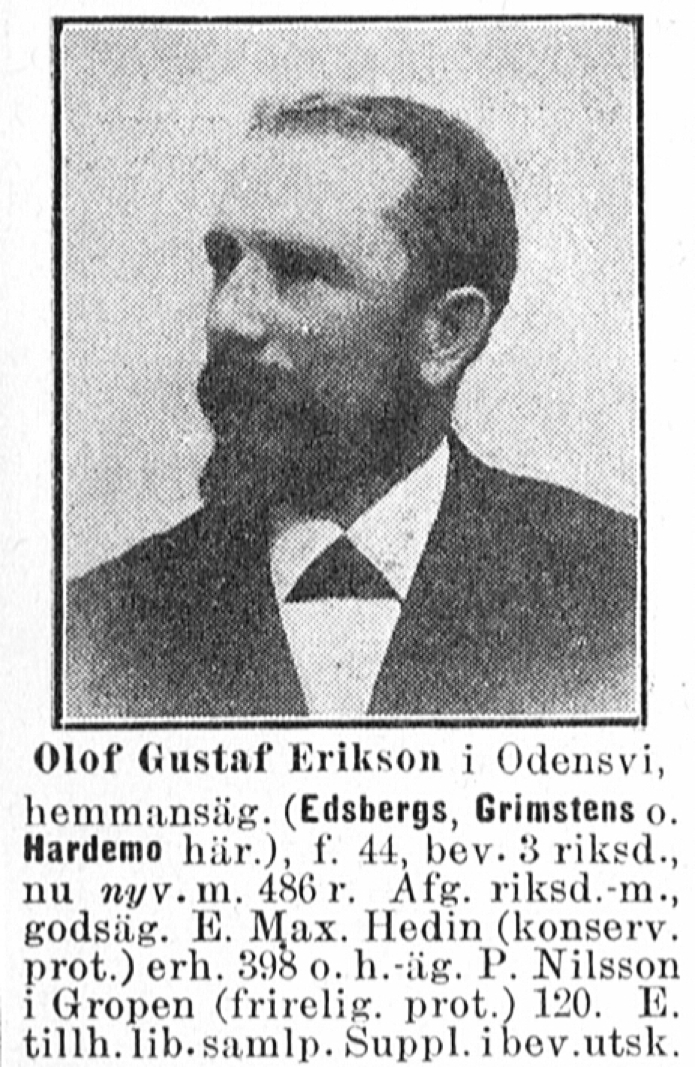
Porträttbok: Riksdagsmän 1903
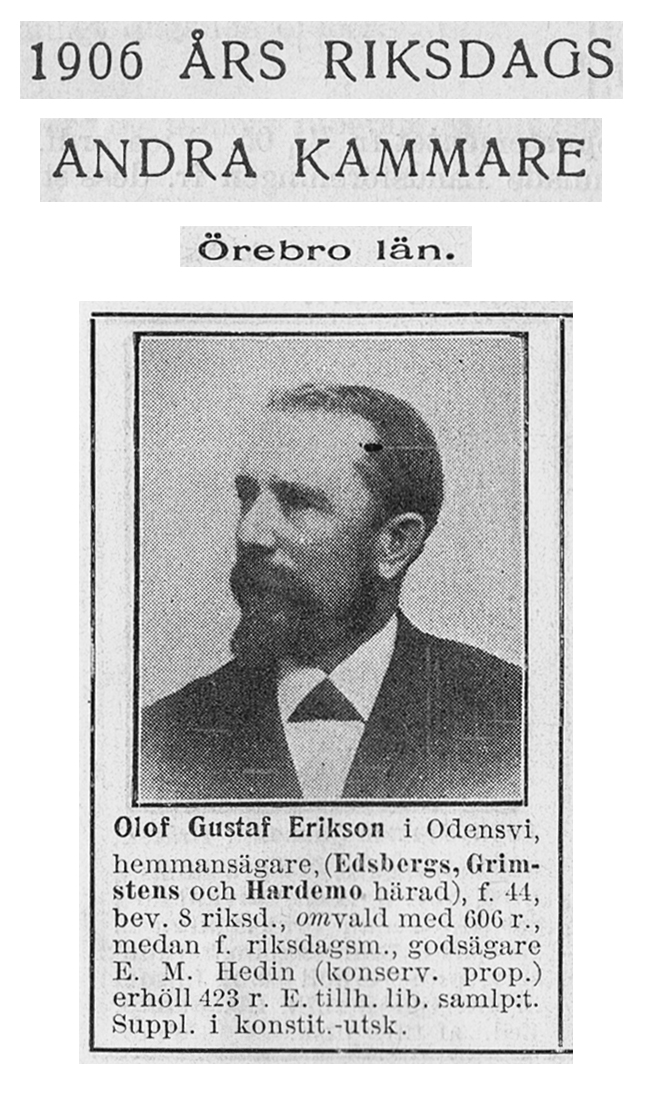
Porträttbok: Riksdagsmän 1906